# Obrana Benoni
Obrana Benoni (též Ben-Oni nebo Ben Oni) (ECO A43-4, A56, A60-A79) je šachové zahájení zavřených her. Je charakterizováno postupem, kde po 1. d4 hraje černý c5 a bílý poté postoupí pěšcem na d5, čímž vznikne pro Benoni typická pěšcová formace s postoupivším bílým pěšcem na d5 a černým pěšcem na c5.
Za hlavní charakteristické tahy pro toto zahájení se považuje
1. d4 Jf6 2. c4 c5 3. d5
Tímto pokračováním se zařazuje mezi hypermoderní šachové zahájení ze skupiny indických her. Dříve se tu používal i název Hromádkův systém nebo Hromádkova indická obrana.
Starší postup s okamžitým c5 1.d4 c5 2.d5 se nazývá také Staré Benoni nebo Stauntonova hra.

## Historie
O tomto zahájení je zmínka od autora A.Reinganum v knize Ben Oni oder Vertheidigungen der Gambitzüge im Schach (1825), přičemž autor údajně nazval tuto knihu z hebrejského syn smutku, když šachové analýzy pro něj měly být únikem z melancholie. O vzniku názvu zahájení ale existují i jiné teorie. Zahájení se hrálo v partii Hanstein – der Lasa, v roce 1841 a na to v zápase Staunton – Saint Amant, v roce 1843..
Z našich hráčů tak hrával v první polovině 20. století Karel Hromádka, po němž se někdy i udával název tohoto zahájení. Benoni bylo dlouho považováno za pasivní pokračování se stísněnou hrou a vyskytovalo se zřídka. Popularita Benoni vzrostla po nalezení vylepšení spočívajícím ve výměně černého pěšce e, spojeným s fianchettem černopolného střelce. Tento postup použil prvně Marshall proti Capablancovi na turnaji v New Yorku 1927. Na nejvyšší úrovni získal popularitu ale až po 2.světové válce v roce 1953, kdy se častěji objevil v turnaji kandidátů a dodnes platí za hlavní a nejčastější pokračování černého v tomto zahájení. Nazývá se také Moderní Benoni. Hrávali ho mistři světa Michail Tal a Bobby Fischer. Občas se vyskytne i v dnešní špičce, ze současné špičky tak hrává Vugar Gašimov a občas Judit Polgárová.

## Strategie
Ve starém Benoni, dnes zřídka se vyskytujícím, černý může zablokovat pozici tahem e5. V zablokované pozici má ale bílý převahu díky ovládnutí většího prostoru. Druhou možností černého je vývin fianchetta a vyčkání s protiúderem ve středu na později.
V moderním Benoni, které platí za ostrá pokračování a volí ho často hráči, kteří chtějí hrát černými na výhru, černý napadá bílý střed tahem e6 a po výměně pěšců vzniká pro dané zahájení typická dynamická pozice, v níž má černý převahu pěšců na dámském křídle a bílý na královském. Černý fianchetuje svého střelce na g7 a věží působí na uvolněném sloupci e a snaží se o protihru na dámském křídle ve snaze prosadit postup b5. Bílý zase často těží z většího prostoru a ze slabiny černého pěšce na d6.

## Staré Benoni

### vedlejší varianty
- 1. d4 c5 2.d5

2…f5 se vyskytuje vzácně, černý volí výstavbu jako v Leningradské variantě Holandské obrany. Pozice bílého si zaslouží přednost; 2…e6 se vyskytuje také zřídka, bílý může hrát 3. c4 nebo 3. e4 s prostorovou převahou; pozice po 3. e4 může vzniknout i po tazích 1. e4 e6 2. d4 c5 3.d5;

### blokádový systém
- 1.d4 c5 2.d5 e5 (A44) černý zablokuje pozici po 3. e4 d6 má černý v úmyslu vyměnit černopolného střelce Se7-g5. Bílý se může rozhodnout mezi poklidným pokračování s prostorovou převahou nebo může zkusit časem aktivní výpad f4 s iniciativou.

### systém s d6
- 1. d4 c5 2.d5 d6

bílý se tu může rozhodnout mezi 3. c4, kdy černý může zvolit 3…e5 s trochu vylepšenou blokovanou variantou, ve které si i tak bílý zaslouží malé plus; nejčastěji ale fianchettuje střelce a vzniká pak pozice, která často přechází do variant s Jf6, a mezi 3. e4 Jf6 4. Jc3 g6 a poté může zvolit buď ostré 5. f4 nebo mírné 5. Jf3 Sg7 s přechodem do systému proti volžskému gambitu

### blokovaná varianta s Jf6
- 1. d4 Jf6 2. c4 c5 3. d5 e5 černý tu blokuje pozici a po 4. Jc3 d6 se bílý může rozhodnout mezi 5. Jf3 nebo 5. g3 s prostorovou převahou

### varianta s Jf6 s fianchettem
- 1. d4 Jf6 2. c4 c5 3. d5 g6 4. Jc3 Sg7 5. e4 d6 6.Jf3 0-0 není samostatnou variantou a přechází tu do královské indické obrany, ale opět se může do Benoni navrátit, hraje-li bílý dále 7.h3, kde zvolí-li černý e6 může hra po 7. Sd3 exd5 a dobere li bílý pěšce pěšcem c 8.cxd5 přejít do Moderního Benoni. Stejně tak, hraje li bílý 7. Se2 a odpoví-li černý 7…e6 a dobírá-li po 8. 0-0 exd5 bílý 9. cxd5

## systémy proti Volžskému gambitu
bílý volí občas 2. Jf3 ve snaze vyhnout se Volžskému gambitu.

### varianta s b5
- 1. d4 Jf6 2. Jf3 c5 3. d5 b5

4. Sg5 černý tu má na výběr více pokračování, bílý má ale iniciativu

### varianta s fianchettem
- 1. d4 Jf6 2. Jf3 c5 3. d5 g6 4. Jc3 Sg7 5. e4 d6, Načež bílý hraje mírné 6. Se2 nebo módní a ambicióznější 6. Sb5+. Bílý má volnější hru, černý ale není bez šancí.

## Moderní Benoni
1. d4 Jf6 2. c4 c5 3. d5 e6 4. Jc3 exd5 5. cxd5 d6 je hlavním pokračováním
Velmi často vzniká také z pořadí tahů 1. d4 Jf6 2. c4 e6 3. Jc3 c5 4. d5 nebo 1. d4 Jf6 2.c4 e6 3. Jf3 c5 4. d5.

### varianta s f3
- 1. d4 Jf6 2. c4 c5 3. d5 e6 4. Jc3 exd5 5. cxd5 d6 6.e4 g6 7.f3

dále bílý hraje Se3 nebo Sg5 a tato pozice vzniká častěji ze Samischovy varianty Královské indické obrany, černý má dobrou protihru

### varianta se Sd3
- 1. d4 Jf6 2. c4 c5 3. d5 e6 4. Jc3 exd5 5. cxd5 d6 6. e4 g6 7. Sd3 Sg7 8. Jge2 0-0 9.0-0

I tato varianta může vzniknou z Královské indické. Hra je nejasná.

### varianta se Sg5
- 1. d4 Jf6 2. c4 c5 3. d5 e6 4. Jc3 exd5 5. cxd5 d6 6. Jf3 g6 7.Sg5

po 7… h6 8. Sh4 je hra nejasná

### varianty s f4
- 1. d4 Jf6 2. c4 c5 3. d5 e6 4. Jc3 exd5 5. cxd5 d6 6. e4 g6 7. f4 Sg7

Je ostrou odpovědí bílého a bílý tu může zvolit přímočaré 8. e5 (Mikenasova varianta) 8…Jfd7 9. Jb5 dxe5 10. Jd6+ Ke7 s najasnou hrou nebo 8. Jf3 0-0 9. Se2 tato pozice může vzniknout i z útoku čtyř pěšců v královské indické obraně, černý má protihru nebo může bílý zahrát zde nejčastější 8. Sb5+ (Tajmanovova varianta) 8…Jfd7! 9. a4 (nebo 9.Sd3 s nejasnou hrou) 9… 0-0 10. Jf3 Ja6 11. 0-0 Jc7 a černý má protihru

### Nimcovičova varianta
- 1. d4 Jf6 2. c4 c5 3. d5 e6 4. Jc3 exd5 5. cxd5 d6 6. Jf3 g6 7.Jd2

černý může reagovat 7… Sg7 8. Jc4 0-0 9. Sg5 h6 s nejasnou hrou nebo 7… Jbd7 a po 8.e4 hra může přejít do hlavních variant

### varianta se Sf4
- 1. d4 Jf6 2. c4 c5 3. d5 e6 4. Jc3 exd5 5. cxd5 d6 6. Jf3 g6 7.Sf4

černý se může rozhodnout mezi 7… a6 s nejasnou hrou a mezi 7… Sg7 8. Da4+ Sd7 9. Db3 s komplikacemi

### varianta s fianchettem
- 1. d4 Jf6 2. c4 c5 3. d5 e6 4. Jc3 exd5 5. cxd5 d6 6. Jf3 g6 7.g3 Sg7 8. Sg2 0-0 9.0-0

Vzniká velmi často z Královské indické obrany nebo i z Katalánské. Černý zde má řadu možností může zvolit vývin 9… Ja6 nejčastěji se ale vyskytuje 9… a6 10. a4 Jbd7 11. Jd2 Ve8 12. h3 Vb8 13. Jc4 s nejasnou situací

### varianta se Sd3
- 1. d4 Jf6 2. c4 c5 3. d5 e6 4. Jc3 exd5 5. cxd5 d6 6. Jf3 g6 7. e4 Sg7 8.h3 0-0 9.Sd3

je moderní a druhou nejčastější odpovědí; černý má na výběr mezi 9… Sd7, často se vyskytujícím přípravným 9… a6 a hlavním pokračováním přímočarým 9… b5 na které bílý odpovídá buď 9. Jxb5 Ve8 10. 0-0 Jxe4 s protihrou nebo přijmutím oběti pěšce 9. Sxb5 Jxe4 10. Jxe4 Da5+ 11. Jfd2 Dxb5 12. Jxd6 Da6 13. Jc4 a černý má za pěšce kompenzaci

### Gligoričova varianta
- 1. d4 Jf6 2. c4 c5 3. d5 e6 4. Jc3 exd5 5. cxd5 d6 6. Jf3 g6 7. e4 Sg7 8. Se2 0-0 9.0-0

je nejčastější odpovědí bílého proti Benoni
9… Ve8 10. Jd2 zde má černý na výběr mezi 10… Ja6 11. f3 Jc7 12. a4 b6 a 10… Jbd7 11. a4 Je5 12. Dc2 g5 s nejasnou hrou

## Přehled dleECO
- A43 1. d4 c5 2. d5
- A44 1. d4 c5 2. d5 e5
- A56 1. d4 Jf6 2. c4 c5 3. d5
- A60 1. d4 Jf6 2. c4 c5 3. d5 e6
- A61 1. d4 Jf6 2. c4 c5 3. d5 e6 4. Jc3 exd5 5. cxd5 d6 6. Jf3 g6
- A62 1. d4 Jf6 2. c4 c5 3. d5 e6 4. Jc3 exd5 5. cxd5 d6 6. Jf3 g6 7. g3
- A63 1. d4 Jf6 2. c4 c5 3. d5 e6 4. Jc3 exd5 5. cxd5 d6 6. Jf3 g6 7. g3 Sg7 8. Sg2 0-0 9. 0-0 a6 10. a4 Jbd7
- A64 1. d4 Jf6 2. c4 c5 3. d5 e6 4. Jc3 exd5 5. cxd5 d6 6. Jf3 g6 7. g3 Sg7 8. Sg2 0-0 9. 0-0 a6 10. a4 Jbd7 11. Jd2 Ve8
- A65 1. d4 Jf6 2. c4 c5 3. d5 e6 4. Jc3 exd5 5. cxd5 d6 6. e4
- A66 1. d4 Jf6 2. c4 c5 3. d5 e6 4. Jc3 exd5 5. cxd5 d6 6. e4 g6 7. f4
- A67 1. d4 Jf6 2. c4 c5 3. d5 e6 4. Jc3 exd5 5. cxd5 d6 6. e4 g6 7. f4 Sg7 8. Sb5+
- A68 1. d4 Jf6 2. c4 c5 3. d5 e6 4. Jc3 exd5 5. cxd5 d6 6. e4 g6 7. f4 Sg7 8. Jf3
- A69 1. d4 Jf6 2. c4 c5 3. d5 e6 4. Jc3 exd5 5. cxd5 d6 6. e4 g6 7. f4 Sg7 8. Jf3 0-0 9. Se2 Ve8
- A70 1. d4 Jf6 2. c4 c5 3. d5 e6 4. Jc3 exd5 5. cxd5 d6 6. e4 g6 7. Jf3
- A71 1. d4 Jf6 2. c4 c5 3. d5 e6 4. Jc3 exd5 5. cxd5 d6 6. e4 g6 7. Jf3 Sg7 8. Sg5
- A72 1. d4 Jf6 2. c4 c5 3. d5 e6 4. Jc3 exd5 5. cxd5 d6 6. e4 g6 7. Jf3 Sg7 8. Se2
- A73 1. d4 Jf6 2. c4 c5 3. d5 e6 4. Jc3 exd5 5. cxd5 d6 6. e4 g6 7. Jf3 Sg7 8. Se2 0-0 9. 0-0
- A74 1. d4 Jf6 2. c4 c5 3. d5 e6 4. Jc3 exd5 5. cxd5 d6 6. e4 g6 7. Jf3 Sg7 8. Se2 0-0 9. 0-0 a6
- A75 1. d4 Jf6 2. c4 c5 3. d5 e6 4. Jc3 exd5 5. cxd5 d6 6. e4 g6 7. Jf3 Sg7 8. Se2 0-0 9. 0-0 a6 10. a4 Sg4
- A76 1. d4 Jf6 2. c4 c5 3. d5 e6 4. Jc3 exd5 5. cxd5 d6 6. e4 g6 7. Jf3 Sg7 8. Se2 0-0 9. 0-0 Ve8
- A77 1. d4 Jf6 2. c4 c5 3. d5 e6 4. Jc3 exd5 5. cxd5 d6 6. e4 g6 7. Jf3 Sg7 8. Se2 0-0 9. 0-0 Ve8 10. Jd2
- A78 1. d4 Jf6 2. c4 c5 3. d5 e6 4. Jc3 exd5 5. cxd5 d6 6. e4 g6 7. Jf3 Sg7 8. Se2 0-0 9. 0-0 Ve8 10. Jd2 Ja6
- A79 1. d4 Jf6 2. c4 c5 3. d5 e6 4. Jc3 exd5 5. cxd5 d6 6. e4 g6 7. Jf3 Sg7 8. Se2 0-0 9. 0-0 Ve8 10. Jd2 Ja6 11. f3